# Mese mariano
Mese mariano és una òpera en un acte composta per Umberto Giordano sobre un llibret italià de Salvatore Di Giacomo, basat en una adaptació de la seva obra O Mese Mariano, que al seu torn era és una adaptació de la seva novel·la Senza vederlo. S'estrenà al Teatro Massimo de Palerm el 17 de març de 1910.	

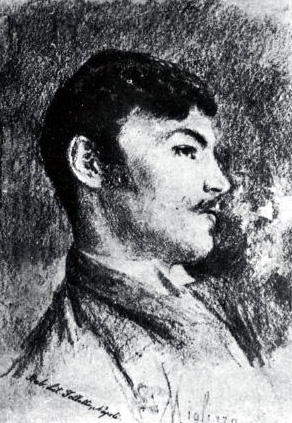
El llibretista Salvatore Di Giacomo

L'obra que constitueix la base per al llibret va ser immensament popular en el seu dia. Escrit en dialecte napolità, va ser estrenada al Teatre San Fernando de Nàpols el 20 de gener de 1900. Giordano, que havia vist l'obra a Milà, va quedar profundament commogut i li va preguntar Di Giacomo per la seva adaptació per a una òpera. Di Giacomo va acceptar i va convenir en fer alguns canvis a partir del drama original. La fixació de l'escena d'obertura, que va permetre Giordano d'incloure un cor de nens, va ser canviat per l'assolellat pati de l'orfenat amb vistes al paisatge napolità en la distància. El paper de les monges també es va fer més prominent, per la qual cosa l'òpera en gran manera utilitza les veus femenines. En aquest sentit i pel que fa a la seva trama, el treball de Giordano s'anticipa a la Suor Angelica de Puccini, que s'estrenà uns set anys més tard. Mese Mariano es va estrenar al Teatre Massimo de Palerm el 17 de març de 1910 per Leopoldo Mugnone amb la soprano Livia Berlendi en el paper principal de Carmela. Va ser rebuda calorosament, tant a Palerm com a Roma, on es va realitzar un mes més tard al Teatre Costanzi. En aquesta ocasió la va dirigir Pietro Mascagni i es presentà com un programa doble amb la seva Cavalleria rusticana. Emma Carelli va cantar el paper de Carmela.
No obstant això, quan l'òpera va ser estrenada a Nàpols (10 d'abril de 1911 al Teatre San Carlo), no va ser un èxit de crítica, i Giordano Di Giacomo va revisar l'obra el 1913. Tot i que Mascagni va considerar que era una de les millors òperes de Giordano, Mese mariano mai va arribar a tenir el mateix èxit de l'obra de Di Giacomo, o de les altres òperes de Giordano, Andrea Chénier i Fedora. Fins i tot a Itàlia, les representacions de l'òpera després del 1911 han estat esporàdiques. Mese mariano es va estrenar posteriorment a Torí el 1937 al Teatre Carignano (en un programa doble amb Hänsel und Gretel), i a Venècia el 1949 a La Fenice (en un programa doble amb Le joglar de Notre-Dame). L'estrena als Estats Units va ser el 1955, quan es va presentar al Carnegie Hall de Nova York. Hi ha hagut unes quantes reposicions de finals del segle vint inclosos els de 1992 al Teatre del Giglio de Lucca i el Teatre Pergolesi de Jesi i l'actuació de 1998 al Festival della Valle d'Itria on va ser aparellada amb una altra òpera, avui oblidada de Giordano, Il re. A més de Livia Berlendi i Emma Carelli, sopranos notables que han cantat el paper de Carmela inclouen Clara Petrella, Magda Olivero i Patrizia Ciofi.

## Sinopsi
És el diumenge de Pasqua i els nens juguen i canten mentre esperen l'arribada de la comtessa, un dels benefactors de l'orfenat. Quan arriba, els nens li canten mentre els reparteix regals. Un dels nens, Valentina, llegeix un sonet de Don Fabbiano escrit en honor de la comtessa. La comtessa marxa i els nens són conduïts a les seves habitacions. Carmela entra al pati per portar un pastís de Pasqua acabat de fer pel seu nen i li pregunta a Suor Pazienza si pot veure'l. Carmela reconeix la monja com una vella amiga de la infància. Aclaparada per la culpa, explica a Suor Pazienza i a la Mare Superiora com havia estat violada i abandonada quan era una nena, i amb un fill al que va haver de cuidar sola. Finalment es va casar amb un treballador que es va negar a que el fill d'un altre home fos a casa seva i la va obligar a deixar-lo a l'orfenat. Carmela entra a la capella a resar. A fora, arriben unes monges arriben per dir a la Mare Superiora que el fill de Carmela ha mort durant la nit. La mare superiora decideix no dir-li-ho, i li explica, en canvi, que no pot veure el nen perquè està assajant amb el cor les celebracions del Mes de Maria. Carmela abandona l'orfenat en llàgrimes.